# Maria Floriani Squarciapino

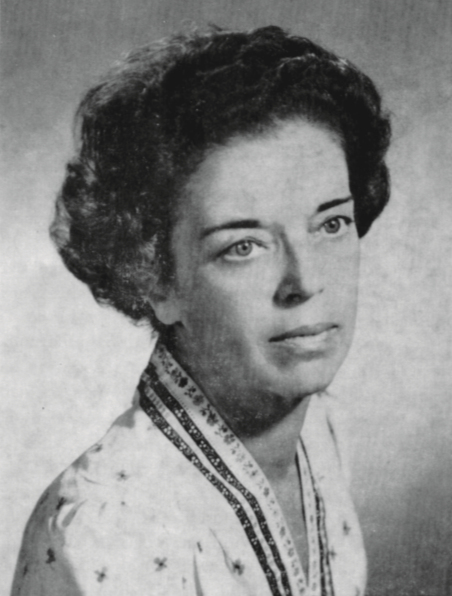

Maria Floriani Squarciapino (geboren 1917 in Rom; gestorben 2003) war eine italienische Klassische Archäologin, für annähernd ein Jahrzehnt verantwortlich für die Ausgrabungen in Ostia und Professorin an der Universität La Sapienza in Rom.

## Werdegang
Maria Floriani Squarciapino studierte an der Universität La Sapienza in Rom, an der sie laureiert wurde. Kunsthistorisch hatte sie in Aphrodisias und der „Schule“ von Aphrodisias früh einen Schwerpunkt ihrer Forschungen gefunden. Ebenso entwickelte sie früh ein Interesse für die Archäologie Nordafrikas in römischer Zeit. Nach Vollendung ihrer Ausbildung an der Scuola nazionale di Archeologi trat sie in die Verwaltung der Altertümer und Kunstwerke Italiens ein und wurde 1946 Inspektorin an der Soprintendenza für Ostia. Sie arbeitete hier über viele Jahre eng mit Italo Gismondi, Giovanni Becatti, Herbert Bloch und anderen zusammen. Nach der Publikation der Ausgrabungsergebnisse zur Nekropole Ostias im Jahr 1959 widmete sie sich der Synagoge von Ostia, die sie 1961 entdeckte. 1966 wurde sie Soprintendente der Soprintendenza Archeologica di Ostia, die sie bis 1974 leitete.
Bereits zur Zeit ihres Eintritts in die Antikenverwaltung hatte sie auch eine universitäre Karriere verfolgt. So war sie Assistentin von Pietro Romanelli an der Universität La Sapienza, an der sie auch habilitiert wurde. Im Jahr 1974 folgte sie deren Ruf auf den Lehrstuhl für Archeologia e Storia delle provincie romane.
Neben den Grabungen und den späteren Leitungstätigkeiten in Ostia beteiligte sie sich an zahlreichen weiteren Ausgrabungen, etwa auf dem Forum Romanum, im libyschen Leptis Magna, am syrischen Tell Mardikh und in Albanien. Im Jahr 1975 gewann sie den höchstdotierten Wissenschaftspreis Italiens, den Antonio-Feltrinelli-Preis. Ihre 1997 zusammengestellte Bibliographie umfasst 175 Titel. Neben Monographien und zahlreichen Artikeln trug sie mit ihren Beiträgen zur Enciclopedia dell’Arte Antica, Classica e Orientale bei und leitete von 1982 bis 1997 die Redaktion der Fasti Archeologici.
Maria Floriani Squarciapino war nicht nur Mitglied, sondern auch Präsidentin der Associazione Internazionale di Archeologia Classica. Darüber hinaus war sie Mitglied der Pontificia Accademia Romana di Archeologia, des Istituto Nazionale di Studi Romani und des Deutschen Archäologischen Instituts. 1974 wurde sie im Gruppo dei Romanisti aufgenommen.

## Publikationen (Auswahl)
Paola Baldassarri: Bibliografia di Maria Floriani Squarciapino. In: Le province dell’Impero: Miscellanea in onore di Maria Floriani Squarciapino (= Archeologia Classica. Band 49). «L’Erma» di Bretschneider, Rom 1997 S. XI–XVIII.
- Artigianato e industria (= Civiltà Romana. Band 20). Colombo, Rom 1942.
- La Scuola di Afrodisia (= Studi e materiali del Museo dell’Impero Romano. Nr. 3). Governatorato di Roma, Rom 1943.
- Il Museo della Via Ostiense (= Itineraria dei Musei e Monumenti d’Italia.) Band 91. Istituto poligrafico dello Stato, Rom 1955.
- mit Italo Gismondi als Herausgeber: Le tombe di età Repubblicana e Augustea (= Scavi di Ostia. Band 3: I necropoli. Teil 1). Istituto poligrafico dello stato, Rom 1958.
- I Culti orientali ad Ostia. Brill, Leiden 1962.
- Leptis Magna (= Ruinenstädte Nordafrikas. Band 2). Raggi, Basel 1966.
- Sculture del foro severiano di Leptis Magna. «L’Erma» di Bretschneider, Rom 1974.